# NGC 6172
NGC 6172 este o galaxie eliptică situată în constelația Șarpele. A fost descoperită în 21 iunie 1884 de către Édouard Stephan⁠(d).